# Red Hot Max
Mats Alvar Olsson, mer känd som Red Hot Max, född 1958, är en svensk sångare och gitarrist inom 50-talsrock och rockabilly. Han var med och bildade en av Sveriges första rockabillyband 1979, Red Hot Max & Cats.
LP:n "The thrilling sound of hot Rock-a-billy" kom 1981, och "Lonesome Rocker" 1983. Båda på Wildcat Records. RHM bytte skivbolag och 1986 kom "Why change" på Sunjay records. 1989 kom "Cuckoo clock rock" på New music, en label under Marianne Records.
"Nothing but live" 1992 och "Furious live" 1998 var båda utgåvor på Start Klart Records, så även senaste utgåvan "25 years of hysterical Rock & Roll", som kom 2006.

## Diskografi
- The thrilling sound of hot Rock-a-billy  1981
- Lonesome Rocker 1983
- Why change 1986
- Cuckoo clock rock 1989
- Nothing but live 1992
- Furious live 1998
- 25 years of hysterical Rock & Roll 2006